# ابن حبنطة
ابن حبنطة (توفي عام 950) كان مسيحيًا عربيًّا في العراق، عُرِف من خلال مخطوطة عربية في علم التنجيم الإسلامي بعنوان "المغني في أحكام النجوم"، والجزء الثاني منها محفوظ في ميونيخ.
عاش ابن حبنطة في عهد الأمراء البويهيين أحمد بن بويه (946-949) وعضد الدولة (949-982) في بغداد. عمله الوحيد المعروف، هو كتاب المُغني في أحكام النجوم، يتضمن ملاحظات من بطليموس، ودرثيس الصيداوي، والخوارزمي، وعالم الفلك الهندي كاناكا. توجد نسخة مخطوطة من الجزء الثاني تحت رقم 852 في مكتبة ولاية بافاريا بميونيخ.